# Calzonzin inspector
Calzonzin inspector es una película mexicana de 1974 es una sátira política del director Alfonso Arau, quien debutó en 1969 con la película El águila descalza. Influenciado por la obra El inspector de Nikolai Gogol, y con producción de Estudios Churubusco y guion en colaboración con el historietista mexicano Eduardo del Río "Rius", Arau concibió Calzonzin inspector como una fuerte crítica a la corrupción del sistema político mexicano y la restricción a la libertad de expresión que imperaba en el país.

## Sinopsis
Don Perpetuo del Rosal (Pancho Córdova), presidente municipal de San Garabato (imaginario pueblo mexicano concebido por Rius para su tira cómica Los supermachos) se entera de que el gobierno estatal enviará un inspector a recorrer y supervisar de manera anónima las inmediaciones del pueblo, a fin de entregar un reporte oficial al gobernador. Aterrado, don Perpetuo reúne a la clase gobernante del lugar (terratenientes, clérigos y policías) y a las "fuerzas vivas" para que San Garabato dé la apariencia de ser limpio, decente y cívico, planeando así "la más perfecta maquinaria de falacia política jamás imaginada".
Como parte del lavado de cara del pueblo, se queman papeles comprometedores, se barren las calles y se reprime a la oposición. El poeta y el farmacéutico, entre otros, son golpeados y apresados. Para honrar y adular al supuesto inspector, las fuerzas vivas de San Garabato organizan eficazmente un desfile de bienvenida, y se suceden ininterrumpidamente discursos, vivas y fanfarrias, así como "donaciones" y regalos (sobornos). La comitiva visita el hospital (ocupado por falsos pacientes "presentables"), la escuela y la cárcel, cuyo vacío "demuestra" el desarrollo social de San Garabato. El evento final de la farsa es un pomposo banquete durante el cual el falso funcionario —eufórico por la comida, la bebida y la adulación— enamora a la hija y a la esposa del presidente municipal.
Lo que la gente de San Garabato ignora, es que la persona a quien dedican sus maquillados elogios es en realidad Calzonzin, un indígena que llega al pueblo —junto con su amigo Chon— huyendo de un par de personajes anónimos que tratan de matarlos durante toda la historia, siempre sin éxito. Entre tanto, los habitantes que no concuerdan con el gobierno vitalicio y tiránico de don Perpetuo organizan manifestaciones de protesta y entregan pliegos petitorios al "inspector", quien, debido a su extracción marginal, queda conmovido ante las miserables condiciones de vida que le son expuestas. Calzonzin escribe entonces la verdad a un periodista que tiene por amigo, pero el jefe de correos intercepta su carta y descubre que el indio es un impostor, por lo que es detenido y obligado a participar en una corrida de toros que culmina con una gran explosión. Finalmente, el verdadero inspector llega al pueblo y la maquinaria del engaño se vuelve a poner en marcha.

## Producción y rodaje
Calzonzin inspector fue rodada del 6 de febrero al 5 de mayo de 1973 en el pueblo de Huiramba, Michoacán (en la región cercana a Pátzcuaro), con un presupuesto aproximado de diez millones de pesos. Arau y su equipo pasaron casi un mes buscando la locación más adecuada para sus intereses; antes del rodaje, un ejército de albañiles, pintores y carpinteros se estableció en Huiramba a fin de adecuarlo a los requisitos del filme, pintando tejas y construyendo casas e incluso una pequeña plaza de toros (para el final de la cinta). Muchos habitantes del pueblo actuaron también como extras, por lo que en los créditos finales los creadores les extienden un agradecimiento "por su extraordinaria colaboración en la producción de esta película".
Si bien la musicalización de la cinta corrió a cargo del compositor Leonardo Vázquez, "Calzonzin inspector" incluye dos canciones de otros autores: "Aventurera", de Agustín Lara y "Canción mixteca" de José López Alavés.
Los títulos de entrada de la película fueron diseñados por Vicente Rojo Almazán siguiendo las tendencias del Op Art que ya habían dejado huella en el diseño mexicano desde que Lance Wyman y su equipo interdisciplinario diseñara los gráficos de las olimpiadas de 1968.

## Recepción
A finales de 1974 y principios de 1975, Calzonzin inspector fue incluida en la "Muestra del Cine Mexicano de Hoy" como parte de la Misión Artística y Cultural Mexicana que recorrió varias naciones caribeñas, entre ellas Cuba, Jamaica y Venezuela.En este último país, Calzonzin inspector se presentó de manera exclusiva el 18 de enero en el cine Los Cedros, en presencia de numerosos "funcionarios diplomáticos venezolanos y aztecas" entre los que se encontraba la señora María Esther Zuno de Echeverría, esposa del entonces presidente de la República, Luis Echeverría Álvarez. En la misma Muestra se incluyeron las cintas Presagio (Luis Alcoriza, 1974), Fe, esperanza y caridad (Alberto Bojórquez, Luis Alcoriza y Jorge Fons, 1973) y El Santo Oficio (Arturo Ripstein, 1973)</ref>
La privilegiada presencia de Calzonzin inspector en el extranjero formaba parte del programa político de simulada libertad de expresión que el régimen priísta proyectaba a la comunidad internacional, por lo que en México la cinta no gozó de tanta difusión y algunas voces criticaron la censura a la que fue sometida por parte de dos directores de Conacine que, sin explicar jamás las razones de su decisión, la mantuvieron "enlatada" hasta 1989. Alfonso Arau se abstuvo de denunciar el problema, de manera tal que en el entorno cinematográfico local se aseguraba que Calzonzin inspector nació con "mala estrella".

## Premios y reconocimientos
Premios Ariel
| Año  | Categoría          | Persona(s)                 | Resultado |
| ---- | ------------------ | -------------------------- | --------- |
| 1974 | Mejor fotografía   | Jorge Stahl Jr.            | Ganador   |
| 1974 | Mejor escenografía | José Luis González de León | Ganador   |

Primer Festival Cinematográfico de El Cairo
| Año  | Categoría                       | Resultado |
| ---- | ------------------------------- | --------- |
| 1976 | Mejor película del tercer mundo | Ganadora  |

## Elenco
- Alfonso Arau como Calzonzin
- Arturo Alegro como Chon
- Pancho Córdova como don Perpetuo del Rosal
- Virma González como Enedina
- Héctor Ortega como el periodista
- Carmen Salinas como Doña Eme
- Carolina Barret como Doña Pomposa
- Mario García 'Harapos' como Lechuzo
- Raúl "Chato" Padilla como Tiziano
- Agustín Isunza como el doctor
- Lina Montes
- Carlos Jordán
- Arturo G. Ramírez
- Giovanni Korporaal
- Hugo González Guzmán como el monaguillo asesino